# Јасмин Куртић
Јасмин Куртић (Чрномељ, 10. јануар 1989) је словеначки фудбалер који игра као играч средине терена за италијанског друголигаша Судтирол и репрезентацију Словеније.

## Играчка каријера

### Клубови
Куртић играч средине терена прешао је у 1. СНЛ клуб Горица у августу 2010. године из 2. СНЛ клуба Бела Крајина. Његов боравак у Горици трајао је само шест месеци, када су га приметили скаути Серије А клуба Палермо, 18. децембра 2010. објављено је да је Куртић склопио уговор на четири и по године са Сицилијанцима, који је ступио на снагу од јануара 2011, чиме је постао четврти Словенац који се придружио клубу током сезоне 2010–11.
Куртић је 12. јануара 2011. дебитовао у Палерму у утакмици осмине финала Купа Италије против Кјева, меч је завршен победом Палерма резултатом 1:0. Куртић је 13. фебруара 2011. дебитовао у Серији А, одигравши целих 90 минута против Фјорентине. 10. априла 2011. Куртић је постигао свој први гол у Серији А за Палермо против Ћезене.
Дана 1. августа 2011. прешао је на позајмицу у Варезе у Серији Б, са опцијом да његов нови клуб стекне 50% права на трансфер до краја сезоне. За тим је дебитовао у Серији Б 27. августа против Барија. За сезону 2012–13 вратио се у Палермо.
Соасуло
Куртић је 1. јула 2013. године у сувласничком уговору прешао у Сасуоло. У Сасуолу је дебитовао у трећем колу Купа Италије на гостовању Новари 17. августа 2013. као стартер.
Торино
Дана 30. јануара 2014. прешао је у Торино на позајмицу,  такође одлуком Палерма, који је имао половину његових играчких права. Први гол за Торино постигао је 19. априла 2014. у 34. колу на гостовању Лацију (3–3). Куртић је током сезоне сакупио 16 утакмица и постигао два гола у лиги.
Дана 20. јуна 2014. његов сувласнички уговор између Палерма и Сасуола је решен у корист Сасуола.
Фјорентина
Дана 1. септембра 2014. прешао је на позајмицу у Фјорентину. Дебитовао је 18. септембра у утакмици УЕФА Лиге Европе против Генгама,  а свој први гол постигао је 21. септембра против Аталанте.
Аталанта, Парма и Паок
Куртића је 25. јуна 2015. потписала Аталанта.
Куртић се 10. јануара 2020. придружио Парми на позајмици до краја сезоне 2019/20, на крају које је Парма била у обавези да откупи његова права. Потписао је уговор са клубом до 30. јуна 2023. године.
Куртић се 18. јула 2021. придружио грчком суперлигашком клубу ПАОК на двогодишњи уговор са клаузуом о позајмици. Дана 23. јануара 2022. постао је други играч ПАОК-а, после Ставроса Сарафиса у сезони 1972–73, који је постигао гол у шест узастопних лигашких утакмица.
Универзитатеа
Куртић се 8. августа 2023. придружио румунском клубу Университатеа из Крајове на једногодишњи уговор.

### Репрезентација
Куртић је био члан У21 репрезентације Словеније где је наступио у две пријатељске утакмице током 2009. године. За сениорску репрезентацију је дебитовао против репрезентације Грчке 26. маја 2012, где је такође постигао гол из слободног ударца.
Ажурирано утакмице игране до 4. јуна 2024
| Репрезентација | Година | Ута. | Голови |
| -------------- | ------ | ---- | ------ |
| Словенија      | 2012   | 6    | 1      |
| Словенија      | 2013   | 9    | 0      |
| Словенија      | 2014   | 8    | 0      |
| Словенија      | 2015   | 7    | 0      |
| Словенија      | 2016   | 8    | 0      |
| Словенија      | 2017   | 5    | 0      |
| Словенија      | 2018   | 5    | 0      |
| Словенија      | 2019   | 10   | 0      |
| Словенија      | 2020   | 7    | 1      |
| Словенија      | 2021   | 9    | 0      |
| Словенија      | 2022   | 9    | 0      |
| Словенија      | 2023   | 6    | 0      |
| Словенија      | 2024   | 2    | 0      |
| Укупно         | Укупно | 91   | 2      |

Скор и резултати наводе први зброј голова Словеније, колона са скором показује резултат након сваког гола Куртића.
| Бр. | Датум             | Стадион                             | Противник | Скор  | Резултат | Такмичење                   |
| --- | ----------------- | ----------------------------------- | --------- | ----- | -------- | --------------------------- |
| 1   | 26. мај 2012      | Куфштајн арена, Куфштајн, Аустрија  | Грчка     | 1 : 1 | 1 : 1    | Пријатељска                 |
| 2   | 15. новембар 2020 | Стадион Стожице, Љубљана, Словенија | Костарика | 1 : 1 | 2 : 1    | УЕФА Лига нација 2020/21. Ц |

## Успеси

### Играчки
Палермо
- Куп Италије у фудбалу финалиста: 2010–11.[2]

Паок
- Куп Грчке у фудбалу финалиста: 2021–22, 2022–23[2]